# Ognjen Vukojević
Ognjen Vukojević (Bjelovar, 20 de dezembro de 1983) é um treinador e ex-futebolista croata que atuava como volante. Atualmente, comanda a Seleção Croata Sub-20.

## Títulos

### Dínamo Zagreb
- MAXtv Prva Liga: 2005–06, 2006–07, 2007–08, 2014–15
- Copa da Croácia: 2006–07, 2007–08, 2014–15
- Supercopa da Croácia: 2006

### Dínamo Kiev
- Campeonato Ucraniano de Futebol: 2008–09
- Copa da Ucrânia: 2013–14
- Supercopa da Ucrânia:  2009, 2011